# 黎德
黎德（？—1284年），新会人，南宋末年元朝初年反元领袖。
元灭宋后，黎德与梁起梓等聚众在新会抗元，要复兴宋朝。至元二十年（1283年），黎德、梁起梓率众汇合香山马南宝兵马，往安南运粮，迎接南宋留在安南的散兵。不久，梁起梓降元，黎德与马南宝率兵攻打，大败。黎德之后组织了七千艘船艇，号称二十万众，九月，与欧南喜发动东莞、香山、惠州一带数万人，组成抗元联盟。设丞相、招讨等官署，在清远称王，部属达十万人之众。陷城邑，杀官绅，一度派遣马帅、陆帅、徐相等率军进攻广州，被元军击败，马帅、陆帅、徐相三将被杀，欧南喜逃到新会，与黎德合军。起事持续一年多，到至元二十一年（1284年）十一月，欧南喜、黎德及其都督、丞相等二十四人被元朝江西等处行中书省参知政事也的迷失俘获，其后被杀，余众起事坚持到至元二十二年（1285年）二月。